# Platges de Cartavio i Torbas
Les platges de Cartavio i Torbas es troben en el concejo asturià de Cuaña, i molt prop de la localitat de Cartavio. Són dues cales seguides formant ambdues una petita dabia. Formen part de la Costa Occidental d'Astúries, i, almenys, la de Torbas presenta vegetació a la platja i protecció mediambiental per estar catalogada com ZEPA i LIC.

## Descripció
La platja de Cartavio té una longitud d'uns 100-110 metres i una amplària mitjana d'uns 20 a 25 metres. La platja de Torbas, que és la continuació de la de Cartavio cap a l'orient, és molt més deixa anar doncs té aproximadament uns 730 metres de longitud i una amplària mitjana de 20 metres. El seu jaç és de sorres grises i palets, tenen un baix grau d'ocupació, els seus entorns són rurals i, per tant, de baix grau d'urbanització. Ambdues platges estan separades per uns promontoris durant la pleamar. A la platja de Tobas, que és la major, s'accedeix des del nucli urbà de Loza per una carretera còmoda i fàcil que acaba en un aparcament. Des d'aquí a la platja hi ha unes escales fins a la platja.
Per accedir sense necessitat de navegador o GPS cal arribar fins al poble de Cartavio i prendre una carretera en direcció est que part des d'una escultura. Es pren la primera desviació cap a l'esquerra i, ja per un camí, s'arriba a una petita església on cal aparcar l'automòbil. A partir d'aquí i mitjançant una pista de terra descendent i curta, s'arriba a la platja. Aquest enclavament de dues platges està limitat a l'est per la «punta del Palo» i per l'oest per la platja del Barco. En la plata de Torbas desemboca un rierol. Les activitats recomanades com a òptimes són la pesca submarina i la recreativa. Aquesta és una platja considerada com a apta per a tota la família.